# نسل گمشده
نسل گمشده اصطلاحی است که به نسلی اشاره دارد که در طول جنگ جهانی اوّل به سنّ بلوغ رسیدند. این عبارت نخستین‌بار به‌وسیلهٔ ارنست همینگوی، که از آن در رمان خورشید همچنان می‌درخشد استفاده کرد، محبوبیّت یافت؛ هرچند که خود همینگوی، گرترود استاین را که در آن زمان مربّی و حامی او بود، ابداع‌کنندهٔ این عبارت می‌داند.

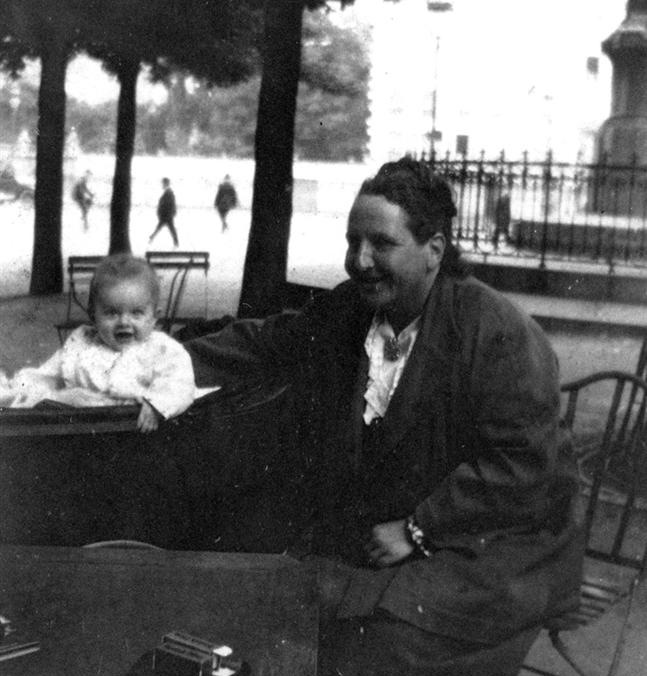
گرترود استاین همراه با جک همینگوی، پسر ارنست همینگوی، پاریس، سال ۱۹۲۴، گرترود استاین را ایجادگر اصطلاح «نسل گمشده» می‌دانند.

در کتاب جشن بیکران (A Moveable Feast)، که پس از درگذشت همینگوی و استاین منتشر شد، و نیز پس از یک دشمنی ادبی که برای بیشتر طول زندگی آن‌ها وجود داشت، همینگوی می‌نویسد که ابداع‌کنندهٔ این عبارت درحقیقت صاحب تعمیرگاه خودرویی است که به استاین خدمات ارائه می‌داد. هنگامی که یک مکانیک جوان نمی‌تواند خودروی استاین را به‌خوبی تعمیر کند، صاحب تعمیرگاه بر سر او فریاد می‌زند و می‌گوید: "You are all a "génération perdue." (شما همگی یک نسل گمشده هستید). استاین هنگامی که این ماجرا را برای همینگوی بازگو می‌کند، خطاب به او می‌افزاید: "این چیزی است که شما هستید. این چیزی است که همهٔ شما هستید … همهٔ شما جوانانی که در جنگ خدمت کرده‌اید. شما یک نسل گمشده‌اید." نسل گمشده دربرگیرندهٔ هنرمندان برجستهٔ متعدّدی همچون اف. اسکات فیتزجرالد، جان استاین بک، تی. اس. الیوت، جان دوس پاسوس، والدو پیرس، ایزادورا دانکن، آبراهام والکوویتز، آلن سیگر، و اریش ماریا رمارک است.

## دیگر کاربردها
این مفهوم در زمانهای مختلف، برای دوره تاریخی پایان جنگ جهانی اول تا آغاز رکود بزرگ به کار برده شده‌است، گرچه در آمریکا برای نسلی از جوانان به کار برده شده که طی جنگ جهانی اول و مدت کوتاهی پس از آن، بزرگ شده‌اند و البته معادل "نسل جنگ جهانی اول" نیز شناخته می‌شود. ویلیام اشتراوس و نیل هـُـوایی نویسندگانی هستند که برای تئوری نسل‌هایشان (نظریهٔ نسل‌های اشتراوس - هـُـوایی) شناخته شده‌اند و تعریفی به دست می‌دهند از "نسل گمشده به عنوان گروه‌هایی که بین سال‌های ۱۸۸۳ تا ۱۹۰۰ متولد شده‌اند و طی جنگ جهانی اول و خروش دهه بیست (رونق اقتصادی پایدار)، بزرگ شده‌اند. در اروپا، بیشتر به عنوان "نسل ۱۹۱۴" سال آغاز جنگ جهانی اول شناخته شده‌است. در فرانسه، کشوری که مهاجران بسیاری در آن ساکن شدند، گاهی به عنوان "نسل در آتش" خوانده شده‌است.
در بریتانیا، این اصطلاح در اصل برای کشته شدگان جنگ جهانی اول به کار رفته و اغلب به‌طور ضمنی به تلفات طبقات بالای اجتماعی که به صورت نامتناسبی کشته شده‌اند و غارت نخبگان آیندهٔ کشور، اشاره داشته‌است. بسیاری احساس می‌کردند که «گل جوانی» و «بهترین‌های ملت» نابود شده‌اند. از تلفات مورد توجه به عنوان مثال می‌توان به آیزاک روزنبرگ، روپرت بروک و ویلفرد اُوِن شاعر، جرج باتر ورث آهنگساز و هنری موزلی فیزیکدان اشاره کرد. این اصطلاح در رکود اواخر ۲۰۰۰ نیز اغلب برای بحث دربارهٔ سطح بالای بیکاری در بین جوانان، مورد استفاده قرار گرفته‌است.
در چین برای بازتاب افرادی که در انقلاب فرهنگی دههٔ ۱۹۶۰ و ۷۰ نقش داشته‌اند، بکار رفته‌است. بسیاری از «گاردهای سرخ» دانشجویانی بودند که از تحصیل، بازداشته شدند تا مطابق با دستورالعمل‌های رسمی به دنبال یک سبک زندگی روستایی باشند، یا جوانان حرفه‌ای بودند که به توسعهٔ اردوگاه‌های «کار» کشاورزی، مجازات و از کار بیکارشان کردند یا به زندان افکنده شدند.
عنوان «نسل گمشده» در چین، اشاره به قربانیان و مشارکت کنندگانی دارد که آموزش و سایر فرصت‌هایی که نسل‌های دیگر از آن برخوردار بودند، برای این افراد، از دست رفته بود.